# Wuqinxi
Il Gioco dei cinque tra animali ed uccelli (五禽戲T, 五禽戏S,  wǔqínxì P,  wu chin hsi W) è un antico esercizio cinese per la salute creato dal medico Hua Tuo.

## Il nome
In origine era chiamato Wuqin Zhi Xi  (五禽之戲T, 五禽之戏S,  wǔqínzhīxì P,  wu chin chi hsi W), poi abbreviato nella forma attuale, che ha lo stesso significato. Si utilizzano anche altri nomi:  allenarsi nei 5 tra animali ed uccelli  (五禽操T, 五禽操S,  wǔqíncāo P,  wu chin c'ao W); Qigong nei 5 tra animali ed uccelli  (五禽氣功T, 五禽气功S,  wǔqínqìgōng P,  wu chin chi kung W);   Gioco del sudore dei cento passi  (百步汗戲T, 百步汗戏S,  bǎibùhànxì P,  pai pu han hsi W); ecc.

## Documenti storici
I più antichi documenti che fanno riferimento al “Wuqinxi” sono l'Hou Hanshu (后汉书, libro degli Han Posteriori) ed il Sanguo Zhi (三国志, memorie dei Tre Regni).
(libro degli Han Posteriori)

## Origini
Per molti la creazione di questa serie di esercizi è da attribuire a Hua Tuo. Yang Jwing-Ming invece afferma che il Wuqinxi fu creato dal Taoista Jun Qian (君倩) ed in seguito utilizzato da Hua Tuo. Zhang Songjiang e Shi Shaorong riferiscono che Hua Tuo si rifece per creare i Wuqinxi ad un insieme di esercizi tramandati da Jun Qiana: il Daoyin, il Tuna (吐纳) ed il Xiongjing Niaoshen (熊经鸟伸).

## I cinque animali e uccelli
I Wuqin sono: 
- tigre  (虎T, 虎S,  hǔ P,  hu W),
- orso  (熊T, 熊S,  xióng P,  hsiung W),
- cervo o daino  (鹿T, 鹿S,  lù P,  lu W),
- scimmia antropomorfa  (猿T, 猿S,  yuán P,  yuan W),
- uccello  (鳥T, 鸟S,  niǎo P,  niao W).

Ad ognuno di essi è dedicata una parte del “Gioco”.

### Video
- Wuqinxi, su youtube.com.